# أنتوني تابيس
أنتوني تابيس (بالكاتالونية: ənˈtɔni ˈtapi.əs؛ 13 ديسمبر 1923 - 6 فبراير 2012) كان رسامًا إسبانيًا ونحاتًا ومنظراً للفن، أصبح أحد أشهر الفنانين الأوروبيين في جيله.

## روابط خارجية
- أنتوني تابيس على موقع IMDb (الإنجليزية)
- أنتوني تابيس على موقع الموسوعة البريطانية (الإنجليزية)
- أنتوني تابيس على موقع مونزينجر (الألمانية)
- أنتوني تابيس على موقع ميوزك برينز (الإنجليزية)
- أنتوني تابيس على موقع ديسكوغز (الإنجليزية)
- أنتوني تابيس على موقع قاعدة بيانات الفيلم (الإنجليزية)